# Maibaum

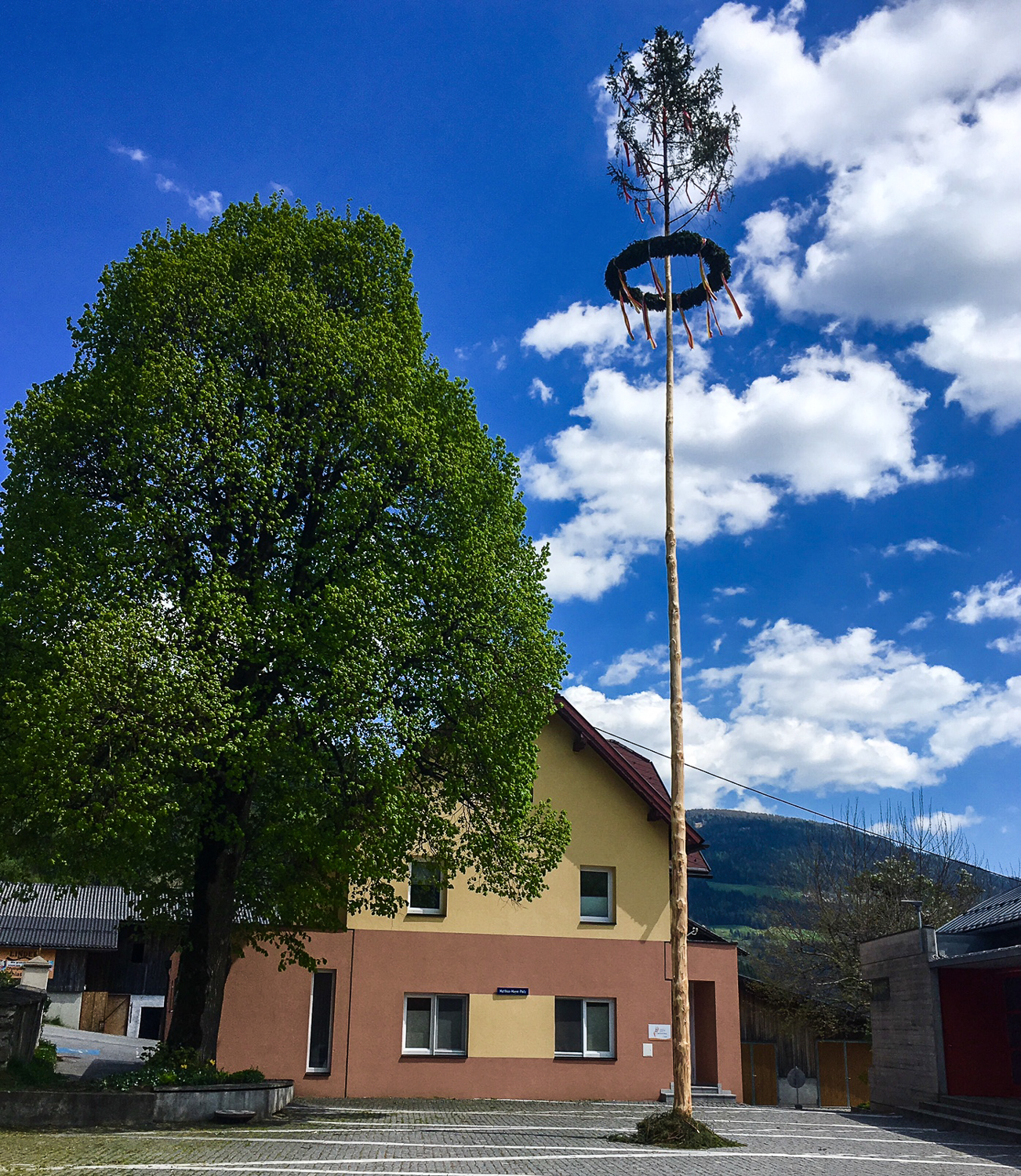
Maibaum, Villach Land, Kärnten, Österreich

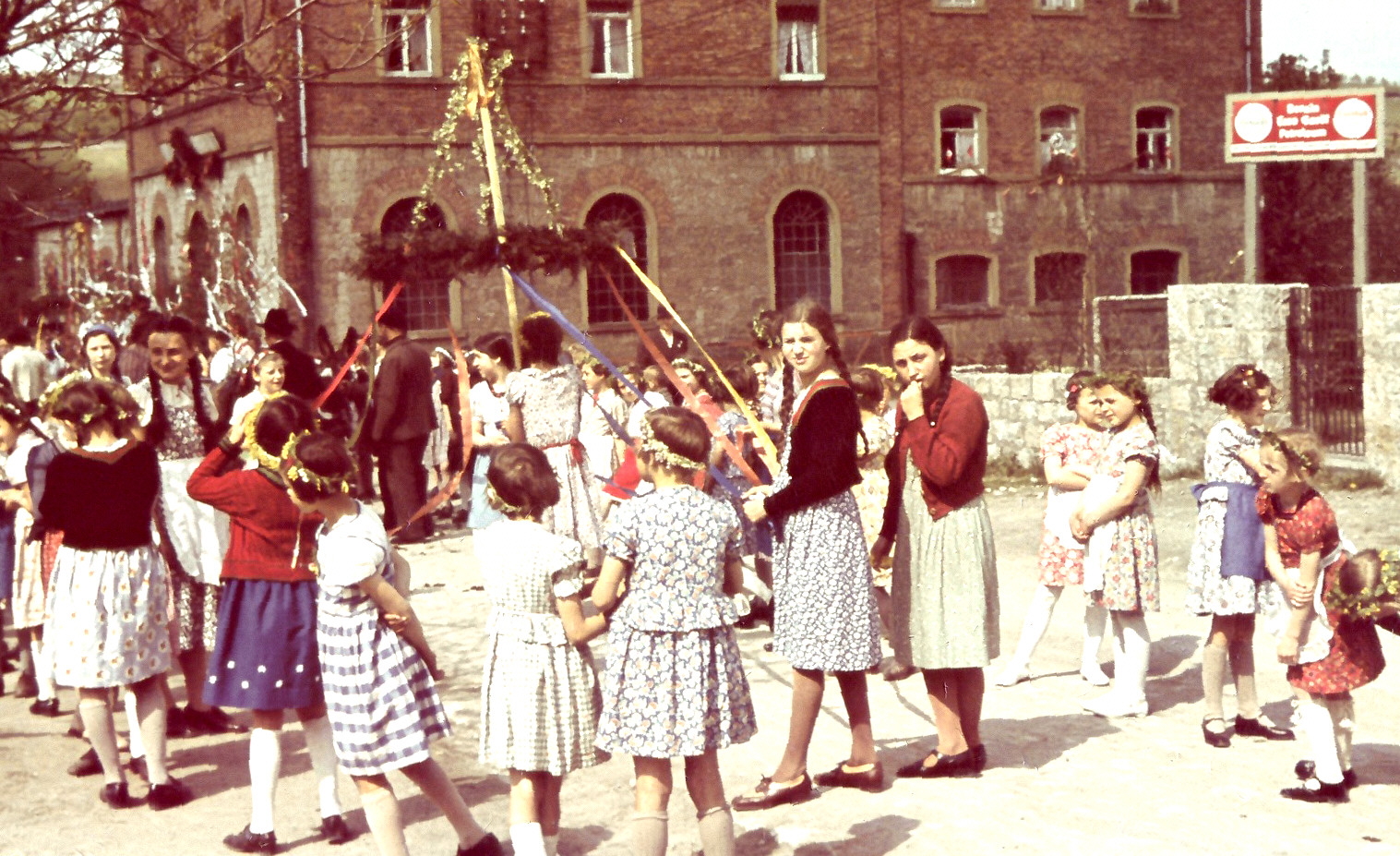
Kinderumzug mit Maibaum in Ochsenfurt in den 1930er-Jahren

Ein Maibaum ist ein geschmückter Baum oder Baumstamm, der in Bayern, im Rheinland, Saarland, Emsland, Ostfriesland, in Nordrhein-Westfalen, Franken, Baden, Schwaben, der Pfalz, Hessen, in Teilen Sachsens, Sachsen-Anhalts, Thüringens und der Lausitz sowie in Österreich, Teilen der Schweiz, Tschechien, der Slowakei, Slowenien, Slawonien (in Kroatien), Ungarn und Teilen von Rumänien zum 1. Mai aufgerichtet wird, in anderen Regionen auch zu Pfingsten. 
In Baden-Württemberg, Bayern, der Pfalz und Österreich ist das feierliche Aufstellen eines Baumstammes auf dem Dorfplatz üblich. Der spezielle Brauch mit dem damit verbundenen Dorf- oder Stadtfest, das in der Regel am 30. April, am 1. Mai oder zu Pfingsten stattfindet, ist in vielen Teilen Mittel- und Nordeuropas verbreitet, in Skandinavien eher zu Mittsommer (bzw. am Johannistag). 

## Beschreibung
Maibäume sind meist große, hochstämmige, bis nahe zur Spitze entastete, verzierte Bäume, die an zentralem Platz im Ort bei einer festlichen Veranstaltung aufgerichtet werden. Je nach Region – und sogar je nach Ort – kann die Gestaltung der Maibäume unterschiedlich aussehen. In ländlichen Gebieten geschieht das Aufrichten per Muskelkraft und mit Seilen und Stützbalken, in weiten Teilen Bayerns und Österreichs meist durch die Mitglieder des örtlichen Burschenvereins und der freiwilligen Feuerwehr. Innerhalb der meisten Städte ist das mittlerweile untersagt; dort kommen im Hinblick auf die erhöhte Unfallgefahr Maschinen (Autokräne oder Holzvollernter) zum Einsatz. Traditionell wird der Maibaum in eine vorbereitete, befestigte Grube gestellt, in der er beim Aufrichten über eine schiefe Ebene gleitet und in der er anschließend sicher verkeilt werden kann. Vielerorts werden aus Aufwands- und Sicherheitsgründen wiederverwendbare Aufnahmen aus Stahl und Beton für das untere Ende des Baumes genutzt.
Entweder wird der Maibaum jedes Jahr neu gefällt oder es wird über mehrere Jahre derselbe Stamm verwendet, dem eine neue Krone aufgesetzt wird. In Ostfriesland zum Beispiel wird der Stamm unter Wasser gelagert und jedes Jahr zum Mai wieder hervorgeholt. Meist werden die Stämme geschält und mit bunten Bändern, Girlanden, Krepppapier-Streifen oder Tannenzweigen geschmückt. Andernorts sind sie ohne Verzierung oder werden im Naturzustand mit Rinde belassen. Am oberen Ende wird der Baum meistens von einem Kranz und der grünen Baumspitze gekrönt.
Ein – nach bayerischen Traditionen – geschnürter (bemalter) Stamm hat in Bayern die Spirale von unten links nach oben rechts gedreht. Als Vorlage dienen dabei die bayerischen Rauten, die den weiß-blauen Himmel darstellen. In Franken sieht man die Bäume dagegen in weiß-rotem Streifendesign. Für beide Varianten gibt es historisch begründete Ausnahmen.
Im Rheinland wird als Maibaum oft eine Birke geschlagen oder eine kleine Birke wird einem hohen entasteten Nadelbaumstamm aufgesetzt, während z. B. im Oberschwäbischen und in Bayern meistens ein Nadelbaum gewählt wird.
Während im Rheinland die jährlich neu gefällten Bäume zwischen 20 und 25 m hoch sind und mehrjährig zum Aufstellen verwendete Bäume bis zu 40 m hoch sein können, werden in Bayern bei den ganzjährig fest installierten Bäumen Rekordhöhen bis 56 m erreicht.

## Das Maibaumaufstellen

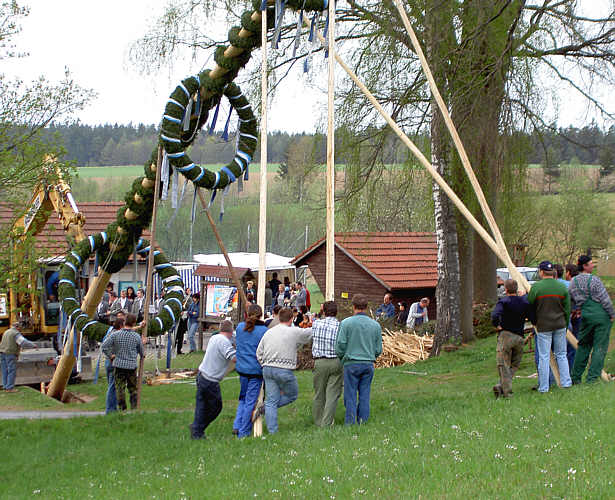
Der Maibaum wird mit Hilfe langer Stangenpaare, sogenannter Schwaiberl oder auch
Scharstangen und ansonsten nur mit Irxnschmalz (bairisch für Schwalben bzw. Scherstangen bzw. Muskelkraft), aufgestellt, hier auch mit maschineller Unterstützung

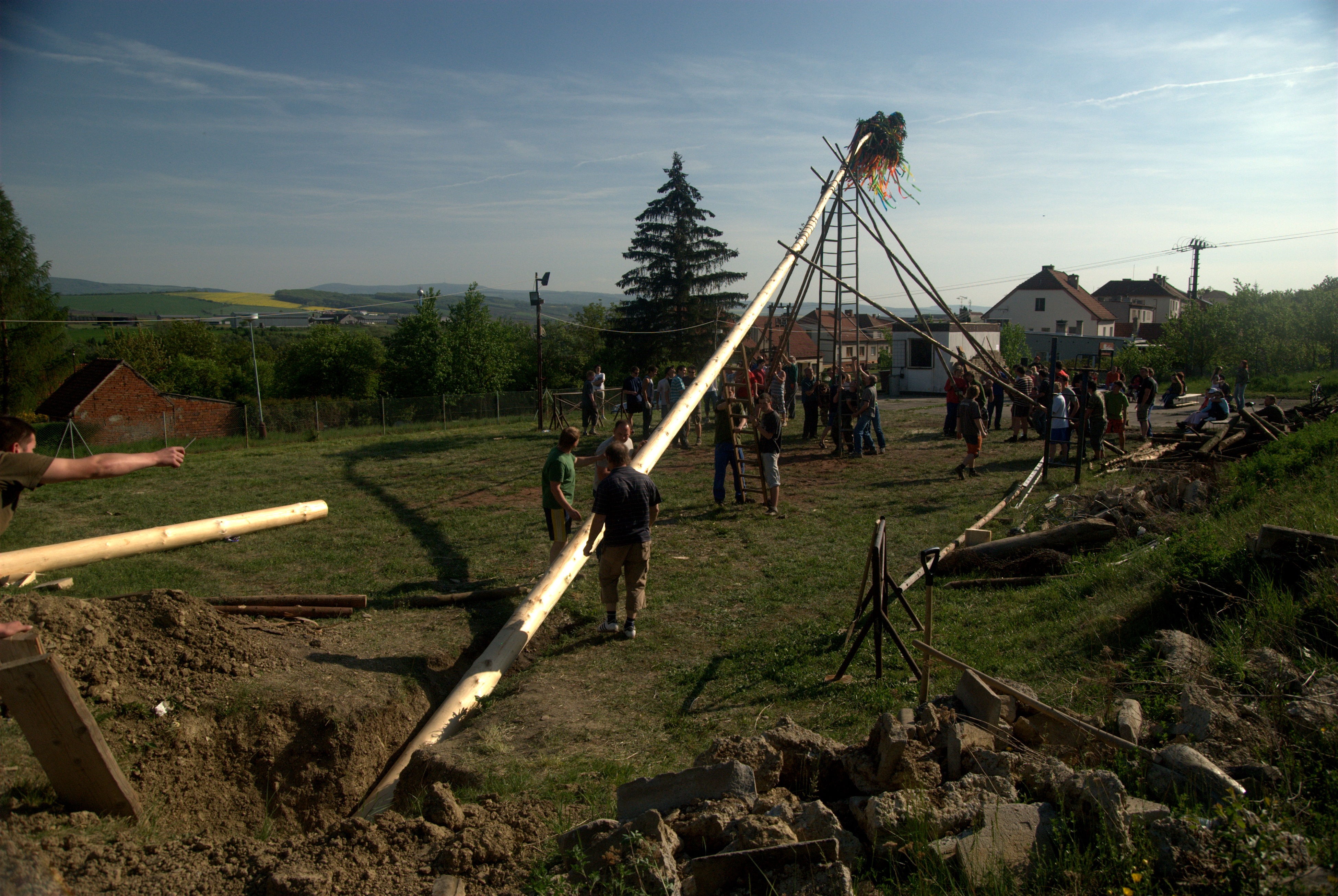
Aufrichten des Maibaums in Uherský Brod

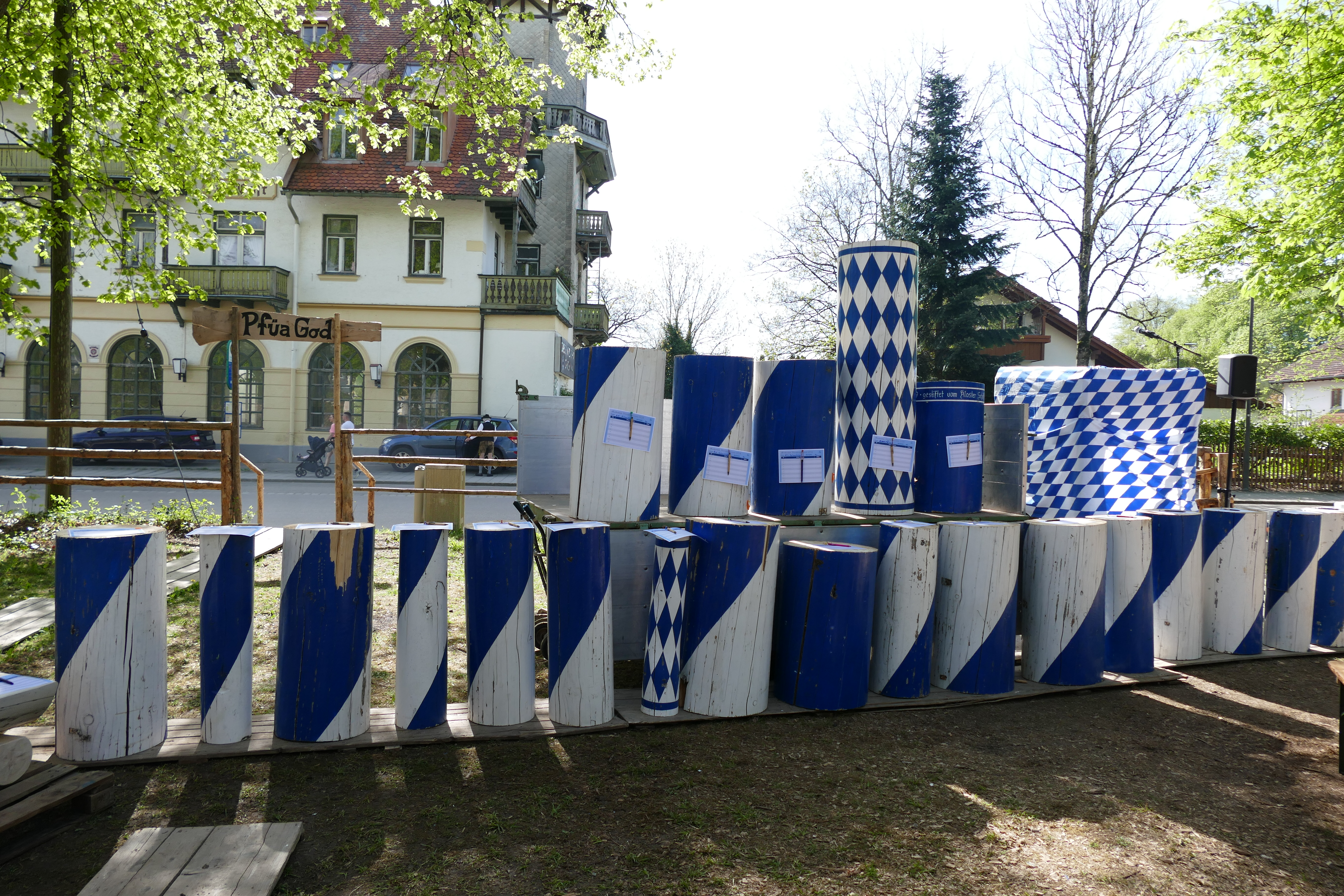
Versteigerung des alten Maibaums in Stücken in Ebenhausen

Direkt vor dem Aufstellen wird der Baum je nach Region in einer Art Prozession durchs Dorf getragen, deren Ziel oft ein zentraler Platz und/oder eine Gaststätte ist und die meistens von Zuschauern und einer Blaskapelle begleitet wird. Dort findet dann nachmittags oder gegen Abend das eigentliche Aufstellen des Baums statt. Während der Maibaum früher meistens mit Hilfe langer Stangen aufgestellt wurde, nimmt man heute ggf. auch Traktoren, Gabelstapler oder sogar Kräne zur Unterstützung. In einigen Orten und in Niederösterreich verwendet man Seile und Leitern. Der Maibaum bleibt je nach lokalem Brauch bis zum Monatsende, manchmal auch bis zum Herbst stehen und wird dann wieder umgelegt. Er wird entweder abgeschmückt und der Stamm für das nächste Jahr eingelagert oder im Rahmen eines Festes umgeschnitten. Dabei wird der Baum oft als Brennholz versteigert oder verlost. Üblicherweise überlässt dann der Gewinner den Baum dem Veranstalter und erhält dafür einen Ersatzpreis. In vielen Teilen Bayerns bleibt der Baum ganzjährig stehen. Dabei ist es vor allem in den Gegenden Oberbayerns üblich, einen Maibaum nur alle zwei bis fünf Jahre aufzustellen und den alten Baum nach Möglichkeit auch bis ein Jahr vor der Neuaufstellung stehen zu lassen.
Wenn der Baum am Vorabend des 1. Mai aufgestellt wird, geht die Veranstaltung meistens in einen Maitanz über. Während sich die Zuschauer mit Bier und Bratwürsten die Zeit vertreiben, mühen sich die jungen Burschen damit ab, den regional auch mit Symbolen verschiedener Berufe geschmückten Maibaum in die richtige Lage zu bringen.
Um 1970 wurden Maibäume noch häufig in eine frisch ausgehobene, ausreichend tiefe und möglichst enge Erdgrube gesetzt. Während der Baum mit Stangen schon vertikal gehalten wird, kann das untere Baumende durch Einklemmen mit Steinen und Einstampfen von Erde fixiert werden. Zumindest nahe der Erdoberfläche wird hohe Klemmkraft durch das Einschlagen von Holzkeilen entlang des Baumholzes erzielt. Wird rundum vorerst nur an vier gleichmäßig verteilten Stellen eingekeilt, kann der Baum durch einseitig stärkeres Keilen genau in die Vertikale gerichtet werden. In neuer Zeit werden Maibaumgruben (aus Stahlbeton) einseitig mit einer schräg abwärts führenden Rampe versehen, um die Baumbasis besser einfädeln zu können. Ist der Baum etwa senkrecht in der Grube, wird die Öffnung zur Rampe verriegelt. Die quadratische Grube wird mit Holzbrettern verengt, bevor Keile eingeschlagen werden. Auf starken maschinellen Zug nach oben kann der Baum einfach aus seiner Verkeilung gelöst werden. Eine ähnliche Technik wird beim Aufstellen von Holzmasten für Telegraphen- und anderen Leitungen in Erdboden genutzt.
Beim traditionellen, also händischen, Aufrichten eines Maibaums erfolgt das erste Heben näher beim dünnen Ende direkt mit den Händen, weiterwandernd zur Längenhälfte. Der Schwerpunkt des Baums befindet sich etwa bei einem Drittel seiner Länge. Jeweils ein Paar Schubstangen, in breiter A-Form an einem Punkt des Baums angesetzt, ermöglichen, den Baum zunehmend weiter und geradlinig aufzurichten. Stehen die Schubstangen ausreichend steil, können sie am Boden kraftsparend abgestützt werden. Schubstangen können am Kopf eine weite eiserne Gabel mit Zacke in der Mitte aufweisen, die sich ins Holz eindrückt. Schubstangen ohne Eisenarmatur können paarweise mit einem kurzen Seilstück verbunden sein, das 270° um den Mast geschlungen ist, wenn die Stangen im rechten Winkel zueinander stehen. Der so geklemmte Baum bleibt an der Oberfläche unangestochen. Eine Technik mit Schubstangen mit Seil ist in Rohrendorf bei Krems, Niederösterreich bis heute Tradition.

## Liebesmaien

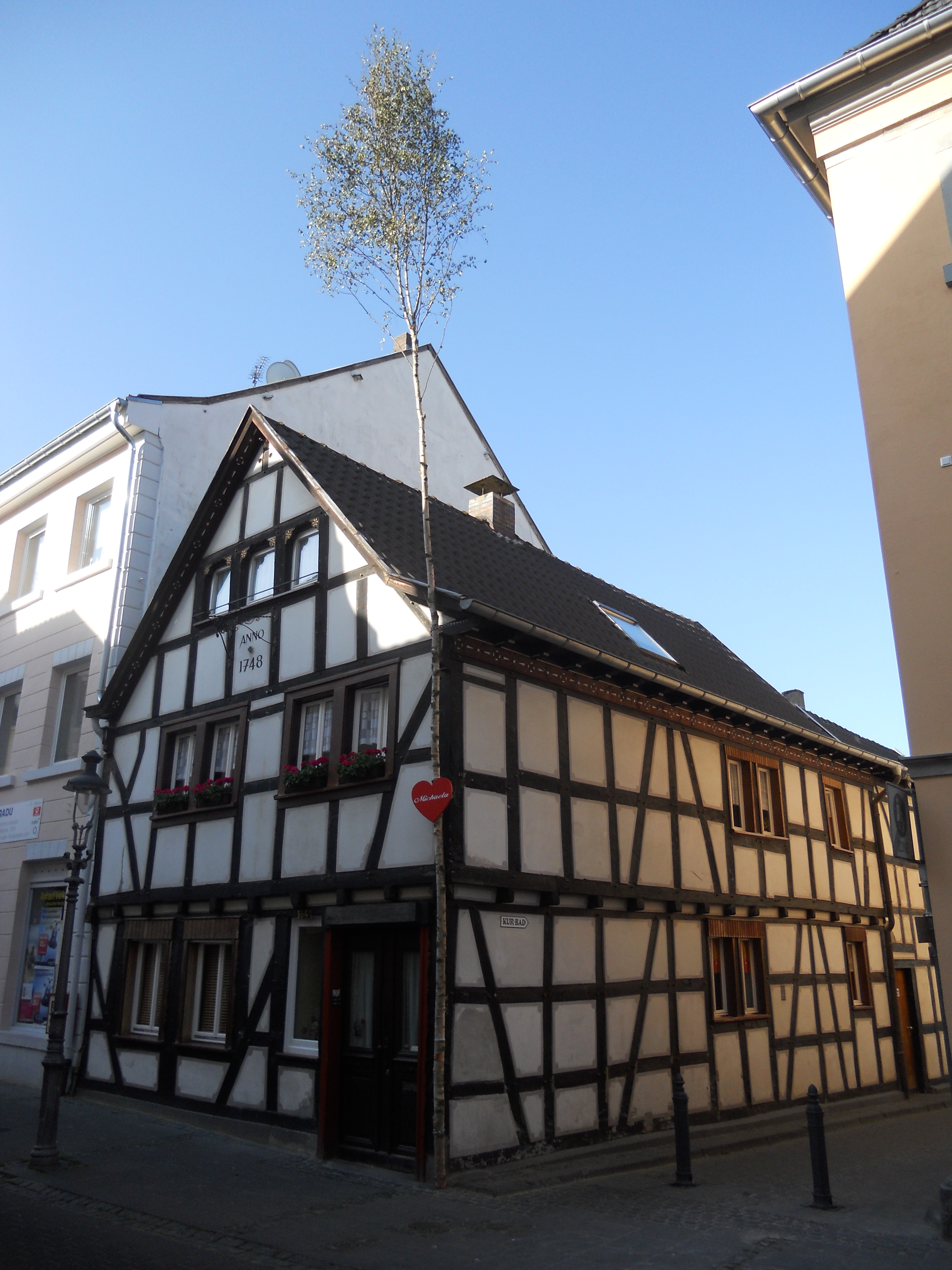
Fachwerkhaus mit Maibaum, Königswinter

Daneben gibt es auch den Brauch, dass die jungen, unverheirateten Männer eines Dorfes vor den Häusern aller unverheirateten Frauen kleinere Maibäume, sogenannte Maien (meistens Birken oder im oberschwäbischen Tannen), als „Gunstbeweis“ aufstellen. 
In einigen Teilen Deutschlands, zum Beispiel im Rheinland, im Saarland, im Bergischen Land, in Franken, Oberbayern und in Schwaben, ist es üblich, dass männliche Jugendliche und junge Männer am Haus der Freundin oder Angebeteten einen Baum anbringen. Üblich sind vor allem mit buntem Krepp-Papier geschmückte Birken, wobei die Farbe der Bänder ursprünglich eine Bedeutung hatte. Je nach örtlichem Brauchtum kann am Baum ein sogenanntes Maiherz aus Holz oder festem Karton angebracht werden, in das der Name der Angebeteten eingraviert und in der Regel auch ein Spruch als Zuneigungsbekundung geschrieben wird. Das Aufstellen folgt regional variierenden, ungeschriebenen Regeln, siehe Brauchtum im Mai.
Der Maibaum bleibt einen Monat lang stehen, bis zum ersten Juni. Dann holt derjenige den Maibaum ab, der ihn aufgestellt hat. Üblicherweise wird dies, wenn die Frau ihn mag, mit einer Einladung zum Essen und mit einem Kasten Bier belohnt. Es gibt allerdings auch die Tradition, dass der junge Mann, der den Baum wieder abholt, von der Mutter der Frau einen Kuchen, vom Vater einen Kasten Bier und von ihr selbst einen Kuss bekommt. Kuchen und Bier werden in der Regel an diejenigen Junggesellen verteilt, die den Baum „auslösen“. Dies sind oft dieselben, welche schon beim Setzen geholfen haben. Nachdem der Baum ausgelöst wurde, kann die Frau eine dünne Scheibe vom Fuß des Stammes absägen und dieses als Erinnerungsstück behalten. Üblicherweise geschieht das im Beisein der Junggesellen, bevor der Baum abtransportiert wird.
In einem Schaltjahr kann es umgekehrt sein: Weibliche Jugendliche, junge Frauen und verheiratete Männer stellen teilweise auch ihrerseits Maibäume auf.
In den letzten Jahrzehnten wurde dieser Brauch in vielen Teilen Deutschlands aufgeweicht, angesehene Mädchen und junge Frauen erhalten oftmals sogar mehrere Maibäume ohne Beziehungsabsichten. Soweit ist das immer noch ein Gunstbeweis, oftmals aber auch nicht mehr. In manchen Orten am Niederrhein setzen die Mädchen und jungen Frauen der Landjugend selber den Jungen und jungen Männern Maibäume.
Das Gegenstück zum Maibaum als Gunstbeweis ist der sogenannte Schandmaien, der eine bösgemeinte Heimzahlung darstellt.

## Bildergalerie

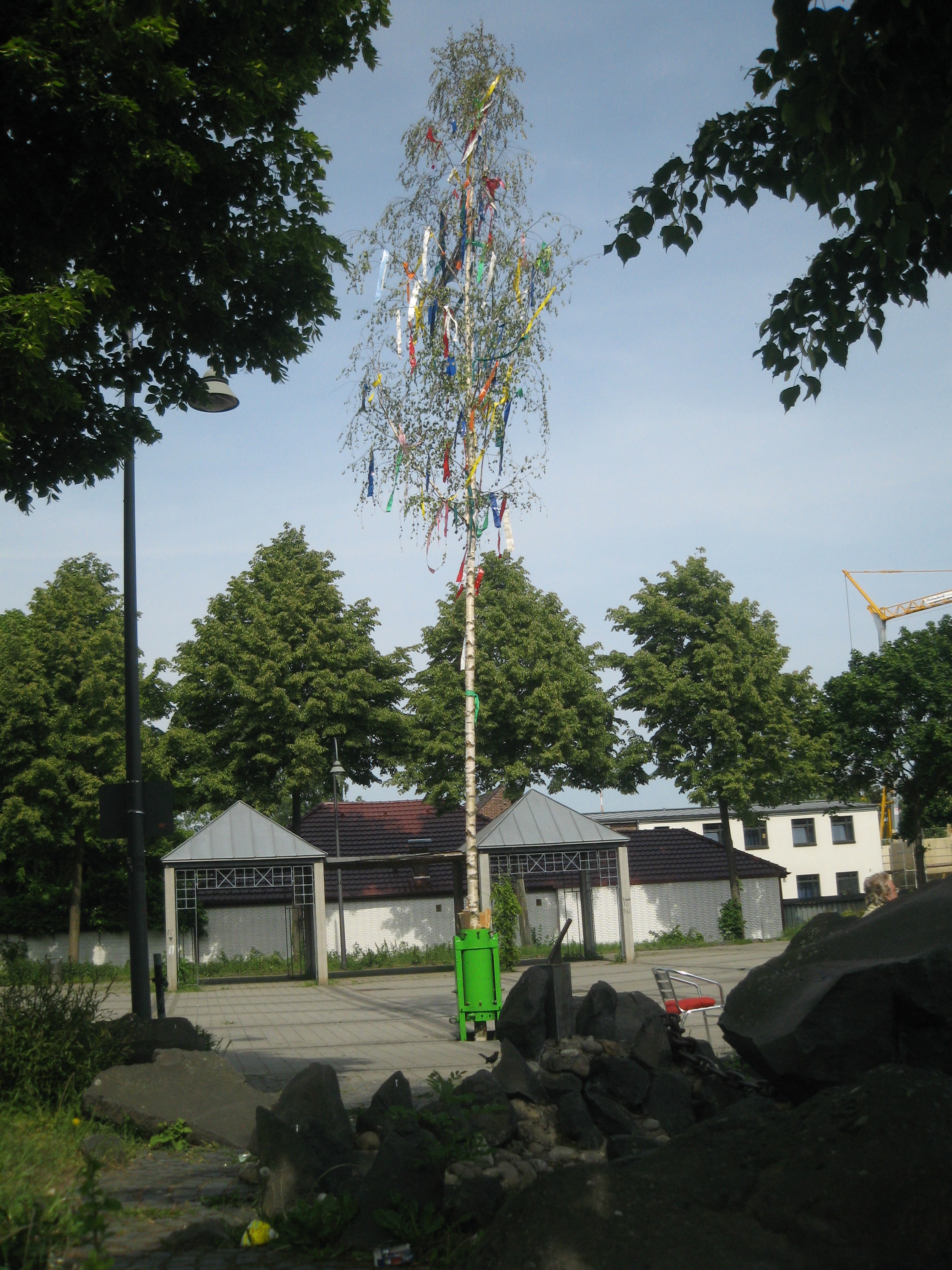
Birke als Maibaum in Köln-Poll
Ein rekordverdächtiger Liebesmaien in Oberschwaben
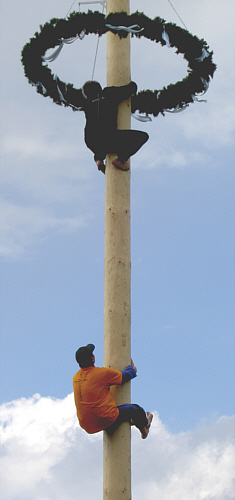
Maibaumkraxler – Der Brauch des Maibaumbesteigens wird vor allem in den Alpenländern gepflegt

## Maibaumstehlen
Vor allem das Stehlen des Maibaumes ist ein oft ausgeübter Brauch. In der Nacht vor dem Aufstellen wird der Maibaum meistens von jungen Männern bewacht.
Um das Entwenden des Maibaums zu verhindern, muss nach dem Brauch in Friesland und Ostfriesland spätestens bei Annäherung von Fremden einer der Wächter eine Hand am Baum haben. Schaffen es die Gegner, dieses zu verhindern oder die Wächter so abzulenken, dass sie ihre Pflicht vernachlässigen, und dann drei Spatenstiche gegen den Baum auszuführen, gilt der Baum als gestohlen. Er wird mit einem Schild versehen, auf dem der Sachverhalt vermerkt ist, und entweder gleich oder am folgenden Tag abgeholt und neben dem eigenen Baum der erfolgreichen Diebe aufgestellt.
In den meisten Teilen Österreichs und Oberschwabens gilt ein Maibaum erst dann als gestohlen, wenn er von den Dieben vollständig umgelegt wurde, oder erst, wenn er bereits vom ursprünglichen Standort abtransportiert wurde. Es gilt als Regel, dass nur der Maibäume stehlen darf, der auch selber einen aufgestellt hat.
Nach der ursprünglichen bayerischen Tradition durfte der Baum nur in der Walpurgisnacht selbst gefällt werden, damit durfte er auch nur in dieser Nacht gestohlen werden. Heutzutage werden Maibäume aber in der Regel schon Wochen vorher gefällt und können daher auch schon früher gestohlen werden. Somit bleibt bis zum 1. Mai außerdem noch genug Zeit für das Auslösen und den Rücktransport. Legt schließlich während des Klauversuches ein Dorfbewohner seine Hand auf den Baum und spricht die Worte: „Der Baum bleibt da“, dann darf der so geschützte Maibaum von den Maibaumdieben nicht mehr angerührt werden. Dies gilt auch noch im Gemeindebereich.
Üblich ist das Auslösen gestohlener Bäume. Dazu begibt sich eine Abordnung der Bestohlenen zu den Dieben und handelt den Preis aus, der üblicherweise in Naturalien (Getränke und Essen) zu entrichten ist. Nach erfolgreichen Rückgabeverhandlungen wird der gestohlene Baum, oft in einer feierlichen Prozession mit Blasmusikbegleitung, von den Dieben zu seinen rechtmäßigen Eigentümern zurückgebracht. Scheitern die Verhandlungen dagegen und wird der Maibaum nicht ausgelöst, stellen ihn in Bayern die neuen „Besitzer“ als Schandmal für das Nachbardorf/den Nachbarstadtteil und als zusätzlichen Segensbringer für ihren eigenen Ort auf. Nach einigen Wochen wird die Beute dann zersägt und versteigert. Oft wird an diesem „Schandbaum“ dann eine Tafel befestigt, auf der die Maibaumdiebe ihre Enttäuschung durch Spottverse zum Ausdruck bringen.
In Sachsen hat sich mit der Zeit ein entspanntes Regelwerk gebildet. Der Baum wird meist schon am Vortag des 1. Mai aufgestellt, um den Anlass ausgiebig zu feiern. Fällt der 1. Mai aber auf einen Freitag oder Samstag, wird er mancherorts erst an diesem Tag aufgestellt. Auch in Sachsen gibt es sämtliche Arten von Maibäumen, von frisch geschlagen aus dem Wald (meist Birken) bis zur geschälten Fichte grün/weiß bemalt, und natürlich alle mit Bändern bestückt. Genauso breitgefächert sind die Regeln beim Stehlen des Baumes. So darf der Baum, sobald er geschlagen oder deutlich als Maibaum erkenntlich ist, schon eine Nacht vor dem Aufstellen gestohlen werden – denn in der Nacht, wenn er schon steht, wird er meist von der Dorfjugend bestens bewacht.
Gestohlen werden darf aber nur nachts und ohne Anwendung von Gewalt, sei es gegen den Baum oder die Aufpasser. Als gestohlen zählt er nur, wenn er unbemerkt über die Ortsgrenze gebracht wurde. Da der Maibaum meist aus alter Tradition heraus mit der Hand, Stangen und Seilen aufgestellt wird, dürfen diese Bäume auch nur manuell umgelegt und aus dem Ort herausgetragen werden. Ausgelöst wird er nach ausgiebigen Verhandlungen durch angemessene Sachpreise, meist in flüssiger Form.
In einigen Teilen Niederösterreichs und Oberösterreichs darf der Baum die ersten beiden Tage und Nächte nach dem Aufstellen durchgehend gestohlen werden. In der dritten Nacht ist das Stehlen nur noch bis Mitternacht erlaubt. Der Baum gilt dann als gestohlen, wenn die Diebe den Baum um ca. 45° umgelegt haben. Wenn vorher einer der Bewacher oder Dorfbewohner die Diebe erwischt, müssen die Diebe den Baum wieder aufstellen. Wenn der Baum vor dem 1. Mai bereits fertig geschmückt auf seinen großen Tag wartet, darf er ebenfalls gestohlen werden.
In Teilen Österreichs ist es auch üblich, dass sich die Diebe des Maibaums in einem öffentlichen Schauprozess verantworten müssen und in diesem durch geschicktes Verhandeln die Strafe für ihren Diebstahl niedrig halten können.
In Oberösterreich und im Mostviertel wird der Maibaum bis zu drei Tage vor dem 1. Mai aufgestellt und dann durchgehend bewacht. In diesem Gebiet ist es nur erlaubt, bereits stehende Maibäume zu stehlen. Die Bäume müssen dabei auf die gleiche Art und Weise umgelegt werden, wie sie aufgestellt worden sind. Ein Einsatz eines Traktors oder gar eines Foresters ist daher nur erlaubt, wenn der Baum auch mittels gleicher Hilfsmittel aufgestellt worden ist. Teilweise wird versucht, die Bewachung durch Alarmanlagen oder durch Verstellen der Zufahrtswege mit Kraftfahrzeugen zu ersetzen. In vielen Gemeinden werden dazu die Feuerwehrfahrzeuge verwendet. Trotzdem gelingt es einigen Gemeinden immer wieder, gleich mehrere Maibäume zu stehlen. Diese müssen dann ausgelöst werden. Meist werden als Auslöse einige Fässer Bier verlangt, die dann aber zumeist gemeinsam geleert werden. 2012 erregte eine Gruppe Oberösterreicher aus Engerwitzdorf Aufsehen, nachdem sie in drei Nächten zwölf Maibäume gestohlen und auf einem Platz aufgestellt hatten.
Der Maibaumdiebstahl unterliegt Regeln, zu denen zumindest in Bayern ganz sicher auch gehört, dass die Polizei in der Verfolgung der „Straftat“ sehr kulant ist. Wer als Bestohlener die Polizei einschaltet, verstößt gegen die örtlichen Sitten und riskiert seine Ehre.
Aus Linz wurde bekannt, dass sich der Bürgermeister Franz Dobusch, Jurist, weigerte, einen angeblich entgegen dem Maibaumstehlkodex nicht in den ersten drei Tagen, sondern erst am vierten Tag gestohlenen Maibaum auszulösen. In der Nacht vom 2. auf den 3. Mai 2008 war der von der Salzkammergut-Gemeinde Obertraun gespendete Maibaum unter dem Vorwand der Sicherung vor einem Sturm mitten vom belebten Linzer Hauptplatz erneut gestohlen und von den Dieben, der Landjugend Reichenau im Mühlkreis, in ihren Heimatort gebracht worden.
Einen außergewöhnlichen Platz zum Aufstellen eines gestohlenen Maibaumes suchten sich die Diebe in Haag in Niederösterreich. Sie errichteten ihn inmitten des Löwengeheges des Tierparks Stadt Haag. Bei den Baumdieben handelte es sich um Tierwärter des Tierparks.
Im Jahr 2019 gelang es zwei Burschenvereinen aus dem Raum München, den Maibaum der Universität der Bundeswehr München zu entwenden.
Beeindruckend ist hierbei, dass es sich beim Gelände der Universität um einen militärischen Sicherheitsbereich (MSB) handelt.

## Ursprünge

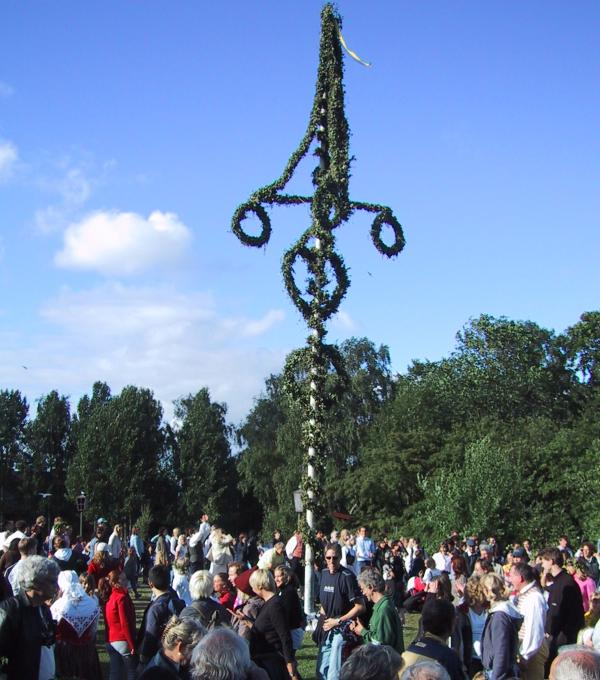
Mittsommerbaum in Schweden

Die Ursprünge des Maibaumbrauchtums sind teilweise ungeklärt bzw. umstritten. Häufig genannt werden germanische Riten. Die Germanen verehrten Waldgottheiten, denen sie in verschiedenen Baumriten huldigten. Eine durchgängige Tradition zu den heutigen Maibäumen lässt sich jedoch nicht herstellen und wird von einigen Volkskundlern sogar bestritten.
In diesem Zusammenhang sollten jedoch Einflüsse der Christianisierung betrachtet werden, die heidnische Sitten unterdrückte und oftmals sogar bestrafte; dem schloss sich mancherorts auch die weltliche Obrigkeit an. Eine vermeintliche untergegangene Maibaumtradition in Rom zeigt ein Gemälde von Agostino Buonamici, gen. il Tassi (1580–1644) aus der ersten Hälfte des 17. Jahrhunderts. Es zeigt einen stattlichen Maibaum auf dem Kapitolsplatz, an dessen blankem Stamm junge Männer hochklettern.

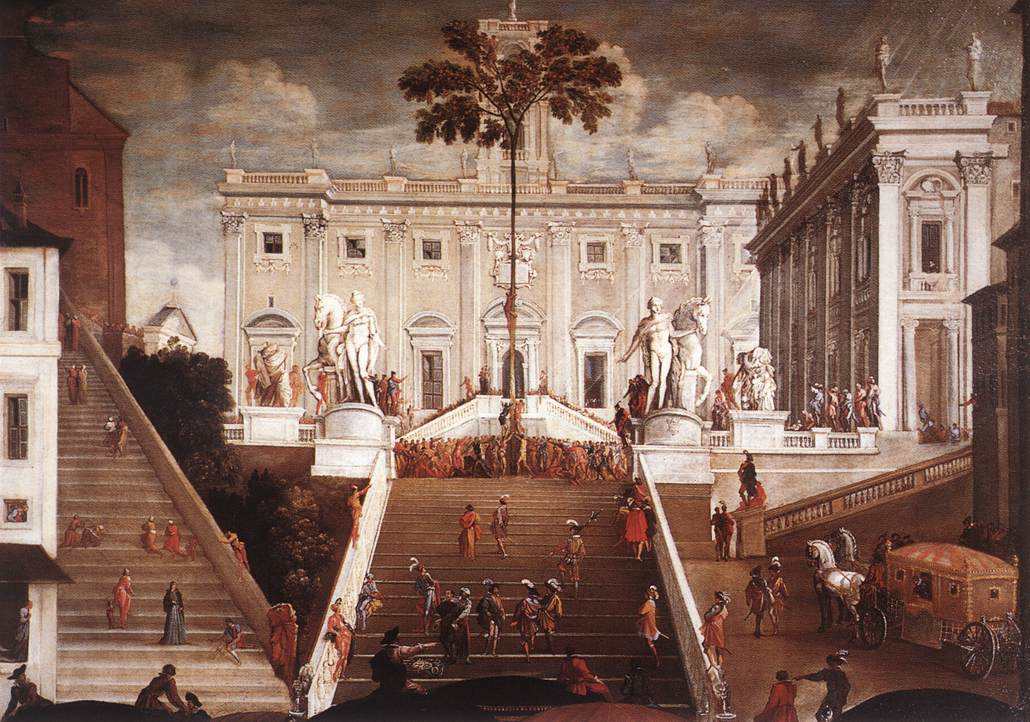
Maibaum auf dem kapitolinischen Hügel in Rom nach Agostino Tassi

Laut einem Bericht aus der Eifel trat an manchen Orten im 13. Jahrhundert an Stelle des Maibaums ein „christlicher“ Pfingstbaum. Auch in Thüringen, Niedersachsen und angrenzenden Regionen wird an vielen Orten ein „Maien“ an Pfingsten gesetzt.
Erst im Jahr 1224 wird in Aachen laut einem Bericht des Caesarius von Heisterbach erstmals ein Maibaumaufstellen dokumentiert. Dem folgt ein Bericht über eine seit 1520 in Franken und Schwaben gepflegte Sitte des Maibaumaufstellens auf dem Dorfplatz. Aus dem Jahr 1531 stammt eine Rechnung für einen Maibaum in Bayern, 1550 folgt die erste Abbildung eines Maibaumes.
In Österreich wurde er 1230 erstmals für Wien am Babenbergerhof erwähnt, im 17. Jahrhundert jedoch zeitweise verboten. In Altbayern gibt es verschiedene Erwähnungen des Begriffs Maibaum zwischen 1480 und 1611, in keinem davon handelt es sich aber um einen Gemeinschaftsbrauch, vielmehr werden in dieser Zeit Maibäume individuell errichtet. Andererseits zeigt die Abbildung Starnbergs von Hans Donauer im Münchner Antiquarium aus dem Jahr 1585 deutlich einen Maibaum in heutigen Sinn aus einem schlanken, geschälten Stamm mit Querbalken, auf denen Figurengruppen, Wappen oder Handwerkszeichen befestigt sind. 1657 wurde der Maienbrauch erstmals verboten, die Polizeiordnung der Oberpfalz untersagte ihn als ein „unflätig, unchristlich Ding“, auch der Codex Maximilianeus Bavaricus Civilis untersagt ihn als zu „nichts als bloßer Bürger- und Bauernlust“ dienenden Brauch. Offiziell zugelassen wurde er erst wieder 1827 durch König Ludwig I. in einer sittenpolizeilichen Verordnung, da es sich um „an sich unschädliche und wohl zu gönnende Vergnügungen“ des Landvolkes handele. Diese Verbote wurden aber nicht konsequent befolgt, wie sich aus verschiedenen Abbildungen belegen lässt. Alleine in der Topographie des Rentamts München des Michael Wening aus dem Jahr 1701 zeigt acht Maibäume oder sehr ähnliche Objekte in der Regel auf Ortsplätzen.
In seiner heutigen hohen Form mit belassener grüner Spitze und Kranz geschmückt ist der Maibaum seit dem 16. Jahrhundert bekannt, allerdings auch in anderen Funktionen: als Kirchweihbaum, als Ehrenmaibaum für Individuen oder als mit Preisen behängte Kletterstange. Seit dem 19. Jahrhundert kam er (vor allem in Bayern) auch als Ortsmaibaum für die nun selbstständigen Gemeinden (als Symbol ihres Selbstbewusstseins) auf. Rund um den Maibaum hat sich im Laufe der Zeit allerdings sehr viel lokales Brauchtum entwickelt, das sich vielfach sogar von Dorf zu Dorf erheblich unterscheidet.
In der Romantik (19. Jahrhundert) wurde der Maibaum oft als kultischer „Riesen-Phallus“ gedeutet, der als Fruchtbarkeitssymbol für reiche Ernten sorgen sollte. Heute spricht kaum ein Volkskundler mehr von diesen „Ursprüngen“, die sich so nicht nachweisen lassen.
Unklar ist auch, ob der Maibaum in seiner heutigen Form zuerst in Städten auftauchte oder auf dem Land. Wenn er in Städten auftauchte, bestand eher die Chance, dass dies schriftlich dokumentiert wurde; auf dem Land hingegen wurde dieses Brauchtum meist von relativ lose gebundenen Junggesellengruppen (Geloog, Reih, Burschenschaft, Junggesellenverein) erhalten.
Dem Maibaum verwandt ist der Mittsommerbaum in Schweden.